# Керли (Алесандрија)
Керли је насеље у Италији у округу Алесандрија, региону Пијемонт.
Према процени из 2011. у насељу је живело 48 становника. Насеље се налази на надморској висини од 288 м.